# Il barone (film)
Il barone (Le Baron de l'écluse) è un film del 1960 diretto da Jean Delannoy, tratto dal romanzo Le Baron de l'écluse di Georges Simenon.

## Trama
Il barone Gerolamo Napoleone Antoine è un maturo aristocratico che nonostante navighi su un fiume del nord della Francia con un discreto cabinato, non possiede una liquidità tale da poterlo gestire come si converrebbe a un esponente della sua classe sociale.
Per far fronte a ciò, deve inventare le scuse più fantasiose per ritardare i pagamenti. I suoi modi garbati e di classe e l'abbigliamento elegante però affascinano alcuni residenti locali della cittadina di provincia dove si trova costretto ad ancorarsi.

## Distribuzione
Distribuito dalla Cinédis, il film uscì nelle sale cinematografiche francesi il 13 aprile 1960.
In Italia fu presentato il 2 agosto all'Arena degli Ulivi per il Festival internazionale del film comico umoristico.